# 1. Fußball-Club Köln 01/07 1977-1978
Questa voce raccoglie le informazioni riguardanti il 1. Fußball-Club Köln 01/07 nelle competizioni ufficiali della stagione 1977-1978.

## Stagione
Dopo un avvio altalenante che vide il Colonia oscillare tra la prima e l'ottava posizione della classifica, la squadra prese il passo a partire dalla nona giornata, acquisendo definitivamente la vetta della graduatoria a partire dalla diciassettesima giornata. Di lì in poi si ebbe un duello contro i rivali del Borussia M'gladbach, il cui scontro diretto si risolse con un 1-1 (ottenuto grazie a una rete in extremis di Heinz Flohe) che favorì ulteriormente il Colonia, già avvantaggiato dalla differenza reti. Questo fattore si rivelò importante per il Colonia, che rimase in vetta alla classifica anche dopo che, alla trentesima giornata, fu raggiunto dal Borussia Mönchengladbach a causa di un pareggio esterno contro l'Eintracht Francoforte. Quattro vittorie nelle ultime quattro gare consegnarono infine la seconda Bundesliga al Colonia, che mise in salvo il risultato grazie a un 5-0 ottenuto all'ultima giornata contro il St. Pauli, rendendo quindi inani i tentativi degli inseguitori di prendere la vetta facendo leva sulla differenza reti. Questa vittoria si aggiunse all'affermazione in Coppa di Germania avvenuta dopo aver vinto la finale del 15 aprile 1978 contro il Fortuna Düsseldorf: grazie a questo risultato il Colonia concluse inoltre la manifestazione imbattuto e con una sola rete al passivo. Meno fortunata fu invece l'avventura in Coppa delle Coppe, dove la squadra fu eliminata al primo turno dal Porto.

## Maglie e sponsor
Rimangono invariate le divise della squadra, prodotte dal marchio Adidas.
| Casa | Trasferta |

## Rosa
| N. |                     | Ruolo | Calciatore       |
| -- | ------------------- | ----- | ---------------- |
|    | Germania (bandiera) | P     | Gerald Ehrmann   |
|    | Germania (bandiera) | P     | Wolfgang Mattern |
|    | Germania (bandiera) | P     | Toni Schumacher  |
|    | Germania (bandiera) | D     | Bernd Cullmann   |
|    | Germania (bandiera) | D     | Roland Gerber    |
|    | Germania (bandiera) | D     | Herbert Hein     |
|    | Germania (bandiera) | D     | Harald Konopka   |
|    | Germania (bandiera) | D     | Rainer Nicot     |
|    | Germania (bandiera) | D     | Gerd Strack      |
|    | Germania (bandiera) | D     | Wolfgang Weber   |
|    | Germania (bandiera) | D     | Holger Willmer   |
|    | Germania (bandiera) | C     | Heinz Flohe      |

| N. |                     | Ruolo | Calciatore         |
| -- | ------------------- | ----- | ------------------ |
|    | Germania (bandiera) | C     | Herbert Neumann    |
|    | Germania (bandiera) | C     | Karl Heinz Pape    |
|    | Germania (bandiera) | C     | Dieter Prestin     |
|    | Germania (bandiera) | C     | Norbert Schmitz    |
|    | Germania (bandiera) | C     | Heinz Simmet       |
|    | Germania (bandiera) | C     | Herbert Zimmermann |
|    | Germania (bandiera) | A     | Klaus Kösling      |
|    | Germania (bandiera) | A     | Hannes Löhr        |
|    | Germania (bandiera) | A     | Dieter Müller      |
|    | Giappone (bandiera) | A     | Yasuhiko Okudera   |
|    | Belgio (bandiera)   | A     | Roger Van Gool     |

## Organigramma societario
Area tecnica
- Allenatore: Hennes Weisweiler
- Allenatore in seconda: Wolfgang Weber
- Preparatore dei portieri: Rolf Herings
- Preparatori atletici:

## Calciomercato

### Sessione estiva
| Acquisti | Acquisti         | Acquisti   | Acquisti |
| R.       | Nome             | da         | Modalità |
| -------- | ---------------- | ---------- | -------- |
| A        | Yasuhiko Okudera | JEF United |          |
| D        | Holger Willmer   | Lubecca    |          |

| Cessioni | Cessioni        | Cessioni             | Cessioni |
| R.       | Nome            | a                    | Modalità |
| -------- | --------------- | -------------------- | -------- |
| C        | Jürgen Glowacz  | Werder Brema         |          |
| C        | Ferdinand Rohde | Rot-Weiß Lüdenscheid |          |

### Sessione invernale
| Acquisti | Acquisti | Acquisti | Acquisti |
| R.       | Nome     | da       | Modalità |
| -------- | -------- | -------- | -------- |

| Cessioni | Cessioni             | Cessioni | Cessioni |
| R.       | Nome                 | a        | Modalità |
| -------- | -------------------- | -------- | -------- |
| A        | Preben Elkjær Larsen | Lokeren  |          |

## Risultati

### Bundesliga

#### Girone di andata
| Arbitro: | Wichmann |

|                                              |           |            |
| Seel 29’ Lund 49’, 58’ Brei 70’ Szymanek 76’ | Marcatori | 2’ Willmer |

| Arbitro: | Messmer |

|                   |           |              |
| van Gool 29’, 44’ | Marcatori | 43’ Tenhagen |

| Arbitro: | Dölfel |

|                                               |           |                        |
| Müller 12’, 24’, 32’, 52’, 73’, 86’ Flohe 85’ | Marcatori | 41’ Røntved 81’ Bracht |

| Arbitro: | Horstmann |

|  |           |                                                |
|  | Marcatori | 5’ (aut.) Schwarzenbeck 56’ Müller 83’ Konopka |

| Arbitro: | Engel |

|                                                              |           |  |
| Neumann 25’ Simmet 31’ Löhr 43’ van Gool 60’, 85’ Müller 63’ | Marcatori |  |

| Arbitro: | Frickel |

|            |           |  |
| Traser 56’ | Marcatori |  |

| Arbitro: | Redelfs |

|                      |           |                                                 |
| Müller 30’ Flohe 90’ | Marcatori | 43’, 70’ (rig.) Fischer 47’ Rüssmann 66’ Thiele |

| Arbitro: | Dreher |

|           |           |  |
| Nogly 13’ | Marcatori |  |

| Arbitro: | Roth |

|                                             |           |                 |
| Müller 28’, 67’ van Gool 45’ Zimmermann 58’ | Marcatori | 87’ Burgsmüller |

| Arbitro: | Aldinger |

|                         |           |                                                     |
| Bonhof 50’ Simonsen 85’ | Marcatori | 24’, 55’ Prestin 40’ Neumann 64’ Konopka 82’ Müller |

| Arbitro: | Glasneck |

|                                    |           |          |
| Müller 18’ Gerber 64’ van Gool 65’ | Marcatori | 73’ Beer |

| Arbitro: | Walther |

|           |           |                           |
| Dietz 70’ | Marcatori | 10’ Zimmermann 28’ Müller |

| Arbitro: | Jensen |

|                                                                |           |                                 |
| Cullmann 5’, 27’ van Gool 13’ Müller 35’ Prestin 60’ Flohe 86’ | Marcatori | 48’ (rig.) Scheller 53’ Nielsen |

| Arbitro: | Gabor |

|                              |           |                      |
| Grabowski 24’ Hölzenbein 36’ | Marcatori | 19’ Müller 60’ Flohe |

| Arbitro: | Ohmsen |

|                                                    |           |             |
| Müller 31’ Strack 58’ Neumann 69’ Flohe 75’ (rig.) | Marcatori | 10’ Stickel |

| Arbitro: | Horstmann |

|                                  |           |  |
| Kelsch 27’ Müller 28’ Hoeneß 32’ | Marcatori |  |

| Arbitro: | Joos |

|                                             |           |            |
| Gerber 36’ Flohe 72’ Neumann 83’ Müller 86’ | Marcatori | 40’ Gerber |

#### Girone di ritorno
| Arbitro: | Meuser |

|            |           |  |
| Neumann 9’ | Marcatori |  |

| Bochum 17 dicembre 1977, ore 15:30 CET 19ª giornata | Bochum | 0 – 0 referto | Colonia | Stadion an der Castroper Straße (32 000 spett.)\| Arbitro: \| Dölfel \| |
| Arbitro:                                            | Dölfel |               |         |                                                                         |

| Arbitro: | Zuchantke |

|  |           |                               |
|  | Marcatori | 49’ Flohe 58’ (aut.) Siegmann |

| Arbitro: | Roth |

|                          |           |  |
| Neumann 58’ van Gool 74’ | Marcatori |  |

| Arbitro: | Gabor |

|               |           |  |
| Handschuh 72’ | Marcatori |  |

| Arbitro: | Walz |

|                                           |           |          |
| Müller 15’ Ferner 56’ (aut.) van Gool 58’ | Marcatori | 64’ Heck |

| Arbitro: | Aldinger |

|                           |           |  |
| Larsson 82’ Abramczik 88’ | Marcatori |  |

| Arbitro: | Linn |

|                                                               |           |             |
| van Gool 8’, 66’ Neumann 49’ Flohe 55’ Strack 58’ Konopka 89’ | Marcatori | 59’ Volkert |

| Arbitro: | Walther |

|           |           |                              |
| Geyer 33’ | Marcatori | 1’ (rig.) Flohe 61’ Cullmann |

| Arbitro: | Biwersi |

|           |           |              |
| Flohe 86’ | Marcatori | 38’ Simonsen |

| Arbitro: | Redelfs |

|                  |           |              |
| Brück 45’ (rig.) | Marcatori | 30’ Cullmann |

| Arbitro: | Hontheim |

|                                                    |           |                          |
| Flohe 31’ Neumann 36’ van Gool 53’ Müller 68’, 88’ | Marcatori | 41’ Stolzenburg 62’ Worm |

| Arbitro: | Quindeau |

|               |           |                              |
| Kohlhäufl 42’ | Marcatori | 11’ Cullmann 74’, 75’ Müller |

| Arbitro: | Roth |

|  |           |                |
|  | Marcatori | 69’ Hölzenbein |

| Arbitro: | Jensen |

|  |           |                        |
|  | Marcatori | 76’ Müller 82’ Okudera |

| Arbitro: | Niemann |

|                       |           |              |
| Flohe 18’ Okudera 80’ | Marcatori | 76’ Hitzfeld |

| Arbitro: | Walther |

|  |           |                                              |
|  | Marcatori | 28’, 69’ Flohe 60’, 86’ Okudera 83’ Cullmann |

### Coppa di Germania
| Arbitro: | Linn |

|  |           |                                         |
|  | Marcatori | 19’, 65’ Müller 44’ Strack 89’ van Gool |

| Arbitro: | Röder |

|                                    |           |             |
| van Gool 16’, 34’ Flohe 68’ (rig.) | Marcatori | 87’ Kapalla |

| Arbitro: | Schumann |

|  |           |                                   |
|  | Marcatori | 3’ Müller 25’ Prestin 43’ Neumann |

| Arbitro: | Redelfs |

|                                                      |           |  |
| van Gool 17’ Neumann 27’ Müller 40’ Flohe 68’ (rig.) | Marcatori |  |

| Arbitro: | Hontheim |

|                                                                         |           |  |
| Okudera 5’, 66’ Müller 9’, 41’, 48’, 57’ Cullmann 38’ van Gool 50’, 63’ | Marcatori |  |

| Arbitro: | Schmoock |

|            |           |  |
| Strack 45’ | Marcatori |  |

| Arbitro: | Redelfs |

|                           |           |  |
| Cullmann 71’ van Gool 90’ | Marcatori |  |

### Coppa delle Coppe
| Arbitro: | Thomas |

|                    |           |                        |
| Löhr 5’ Müller 65’ | Marcatori | 59’ Mendes 69’ Machado |

| Arbitro: | Partridge |

|           |           |  |
| Murça 57’ | Marcatori |  |

## Statistiche

### Statistiche di squadra
| Competizione      | Punti | In casa | In casa | In casa | In casa | In casa | In casa | In trasferta | In trasferta | In trasferta | In trasferta | In trasferta | In trasferta | Totale | Totale | Totale | Totale | Totale | Totale | DR  |
| Competizione      | Punti | G       | V       | N       | P       | Gf      | Gs      | G            | V            | N            | P            | Gf           | Gs           | G      | V      | N      | P      | Gf     | Gs     | DR  |
| ----------------- | ----- | ------- | ------- | ------- | ------- | ------- | ------- | ------------ | ------------ | ------------ | ------------ | ------------ | ------------ | ------ | ------ | ------ | ------ | ------ | ------ | --- |
| Bundesliga        | 48    | 17      | 14      | 1       | 2       | 58      | 20      | 17           | 8            | 3            | 6            | 28           | 21           | 34     | 22     | 4      | 8      | 86     | 41     | +45 |
| Coppa di Germania | -     | 5       | 5       | 0       | 0       | 19      | 1       | 2            | 2            | 0            | 0            | 7            | 0            | 7      | 7      | 0      | 0      | 26     | 1      | +25 |
| Coppa delle Coppe | -     | 1       | 0       | 1       | 0       | 2       | 2       | 1            | 0            | 0            | 1            | 0            | 1            | 2      | 0      | 1      | 1      | 2      | 3      | -1  |
| Totale            | 48    | 23      | 19      | 2       | 2       | 79      | 23      | 20           | 10           | 3            | 7            | 35           | 22           | 43     | 29     | 5      | 9      | 114    | 45     | +69 |

### Andamento in campionato
| Giornata  | 1  | 2  | 3 | 4 | 5 | 6 | 7 | 8 | 9 | 10 | 11 | 12 | 13 | 14 | 15 | 16 | 17 | 18 | 19 | 20 | 21 | 22 | 23 | 24 | 25 | 26 | 27 | 28 | 29 | 30 | 31 | 32 | 33 | 34 |
| --------- | -- | -- | - | - | - | - | - | - | - | -- | -- | -- | -- | -- | -- | -- | -- | -- | -- | -- | -- | -- | -- | -- | -- | -- | -- | -- | -- | -- | -- | -- | -- | -- |
| Luogo     | T  | C  | C | T | C | T | C | T | C | T  | C  | T  | C  | T  | C  | T  | C  | C  | T  | T  | C  | T  | C  | T  | C  | T  | C  | T  | C  | T  | C  | T  | C  | T  |
| Risultato | P  | V  | V | V | V | P | P | P | V | V  | V  | V  | V  | N  | V  | P  | V  | V  | N  | V  | V  | P  | V  | P  | V  | V  | N  | N  | V  | V  | P  | V  | V  | V  |
| Posizione | 17 | 14 | 2 | 1 | 1 | 2 | 3 | 9 | 7 | 4  | 3  | 2  | 1  | 1  | 1  | 1  | 1  | 1  | 1  | 1  | 1  | 1  | 1  | 1  | 1  | 1  | 1  | 1  | 1  | 1  | 1  | 1  | 1  | 1  |

Legenda:

Luogo: C = Casa; T = Trasferta. Risultato: V = Vittoria; N = Pareggio; P = Sconfitta.

### Statistiche dei giocatori
!! colspan="4" | Totale

| Giocatore     | Bundesliga | Bundesliga | Bundesliga  | Bundesliga | Coppa di Germania | Coppa di Germania | Coppa di Germania | Coppa di Germania | Coppa delle Coppe B. Cullmann | Coppa delle Coppe B. Cullmann | Coppa delle Coppe B. Cullmann | Coppa delle Coppe B. Cullmann | 27       | 6    | 1           | 0          | 6 | 2 | 0 | 0 | 1 | 0 | 0 | 0 | 34 | 8 | 1 | 0 |
| Giocatore     | Presenze   | Reti       | Ammonizioni | Espulsioni | Presenze          | Reti              | Ammonizioni       | Espulsioni        | Presenze                      | Reti                          | Ammonizioni                   | Espulsioni                    | Presenze | Reti | Ammonizioni | Espulsioni |   |   |   |   |   |   |   |   |    |   |   |   |
| G. Ehrmann    | 0          | 0          | 0           | 0          | 0                 | 0                 | 0                 | 0                 | 0                             | 0                             | 0                             | 0                             | 0        | 0    | 0           | 0          |   |   |   |   |   |   |   |   |    |   |   |   |
| H. Flohe      | 34         | 14         | 4           | 0          | 7                 | 2                 | 0                 | 0                 | 2                             | 0                             | 0                             | 0                             | 43       | 16   | 4           | 0          |   |   |   |   |   |   |   |   |    |   |   |   |
| R. Gerber     | 34         | 2          | 2           | 0          | 7                 | 0                 | 0                 | 0                 | 2                             | 0                             | 0                             | 0                             | 43       | 2    | 2           | 0          |   |   |   |   |   |   |   |   |    |   |   |   |
| J. Glowacz    | 5          | 0          | 0           | 0          | 1                 | 0                 | 0                 | 0                 | 1                             | 0                             | 0                             | 0                             | 7        | 0    | 0           | 0          |   |   |   |   |   |   |   |   |    |   |   |   |
| H. Hein       | 4          | 0          | 0           | 0          | 2                 | 0                 | 0                 | 0                 | 1                             | 0                             | 0                             | 0                             | 7        | 0    | 0           | 0          |   |   |   |   |   |   |   |   |    |   |   |   |
| H. Konopka    | 31         | 3          | 5           | 0          | 6                 | 0                 | 0                 | 0                 | 0                             | 0                             | 0                             | 0                             | 37       | 3    | 5           | 0          |   |   |   |   |   |   |   |   |    |   |   |   |
| K. Kösling    | 0          | 0          | 0           | 0          | 0                 | 0                 | 0                 | 0                 | 0                             | 0                             | 0                             | 0                             | 0        | 0    | 0           | 0          |   |   |   |   |   |   |   |   |    |   |   |   |
| H. Löhr       | 8          | 1          | 0           | 0          | 4                 | 0                 | 0                 | 0                 | 2                             | 1                             | 0                             | 0                             | 14       | 2    | 0           | 0          |   |   |   |   |   |   |   |   |    |   |   |   |
| W. Mattern    | 0          | 0          | 0           | 0          | 1                 | 0                 | 0                 | 0                 | 0                             | 0                             | 0                             | 0                             | 1        | 0    | 0           | 0          |   |   |   |   |   |   |   |   |    |   |   |   |
| D. Müller     | 33         | 24         | 2           | 0          | 7                 | 8                 | 1                 | 0                 | 2                             | 1                             | 0                             | 0                             | 42       | 33   | 3           | 0          |   |   |   |   |   |   |   |   |    |   |   |   |
| H. Neumann    | 34         | 8          | 4           | 0          | 6                 | 2                 | 1                 | 0                 | 2                             | 0                             | 0                             | 0                             | 42       | 10   | 5           | 0          |   |   |   |   |   |   |   |   |    |   |   |   |
| R. Nicot      | 1          | 0          | 0           | 0          | 0                 | 0                 | 0                 | 0                 | 0                             | 0                             | 0                             | 0                             | 1        | 0    | 0           | 0          |   |   |   |   |   |   |   |   |    |   |   |   |
| Y. Okudera    | 20         | 4          | 0           | 0          | 4                 | 2                 | 1                 | 0                 | 0                             | 0                             | 0                             | 0                             | 24       | 6    | 1           | 0          |   |   |   |   |   |   |   |   |    |   |   |   |
| K. Pape       | 0          | 0          | 0           | 0          | 0                 | 0                 | 0                 | 0                 | 0                             | 0                             | 0                             | 0                             | 0        | 0    | 0           | 0          |   |   |   |   |   |   |   |   |    |   |   |   |
| D. Prestin    | 14         | 3          | 0           | 0          | 3                 | 1                 | 0                 | 0                 | 1                             | 0                             | 0                             | 0                             | 18       | 4    | 0           | 0          |   |   |   |   |   |   |   |   |    |   |   |   |
| N. Schmitz    | 0          | 0          | 0           | 0          | 0                 | 0                 | 0                 | 0                 | 0                             | 0                             | 0                             | 0                             | 0        | 0    | 0           | 0          |   |   |   |   |   |   |   |   |    |   |   |   |
| T. Schumacher | 34         | 0          | 3           | 0          | 6                 | 0                 | 0                 | 0                 | 2                             | 0                             | 0                             | 0                             | 42       | 0    | 3           | 0          |   |   |   |   |   |   |   |   |    |   |   |   |
| H. Simmet     | 23         | 1          | 2           | 0          | 3                 | 0                 | 0                 | 0                 | 2                             | 0                             | 0                             | 0                             | 28       | 1    | 2           | 0          |   |   |   |   |   |   |   |   |    |   |   |   |
| G. Strack     | 32         | 2          | 2           | 0          | 7                 | 2                 | 1                 | 0                 | 1                             | 0                             | 0                             | 0                             | 40       | 4    | 3           | 0          |   |   |   |   |   |   |   |   |    |   |   |   |
| W. Weber      | 0          | 0          | 0           | 0          | 0                 | 0                 | 0                 | 0                 | 0                             | 0                             | 0                             | 0                             | 0        | 0    | 0           | 0          |   |   |   |   |   |   |   |   |    |   |   |   |
| H. Willmer    | 11         | 1          | 0           | 0          | 1                 | 0                 | 0                 | 0                 | 1                             | 0                             | 0                             | 0                             | 13       | 1    | 0           | 0          |   |   |   |   |   |   |   |   |    |   |   |   |
| H. Zimmermann | 32         | 2          | 1           | 0          | 7                 | 0                 | 1                 | 0                 | 2                             | 0                             | 0                             | 0                             | 41       | 2    | 2           | 0          |   |   |   |   |   |   |   |   |    |   |   |   |
| R. van Gool   | 32         | 12         | 3           | 0          | 7                 | 7                 | 1                 | 0                 | 2                             | 0                             | 0                             | 0                             | 41       | 19   | 4           | 0          |   |   |   |   |   |   |   |   |    |   |   |   |